# Об'єднана територіальна громада

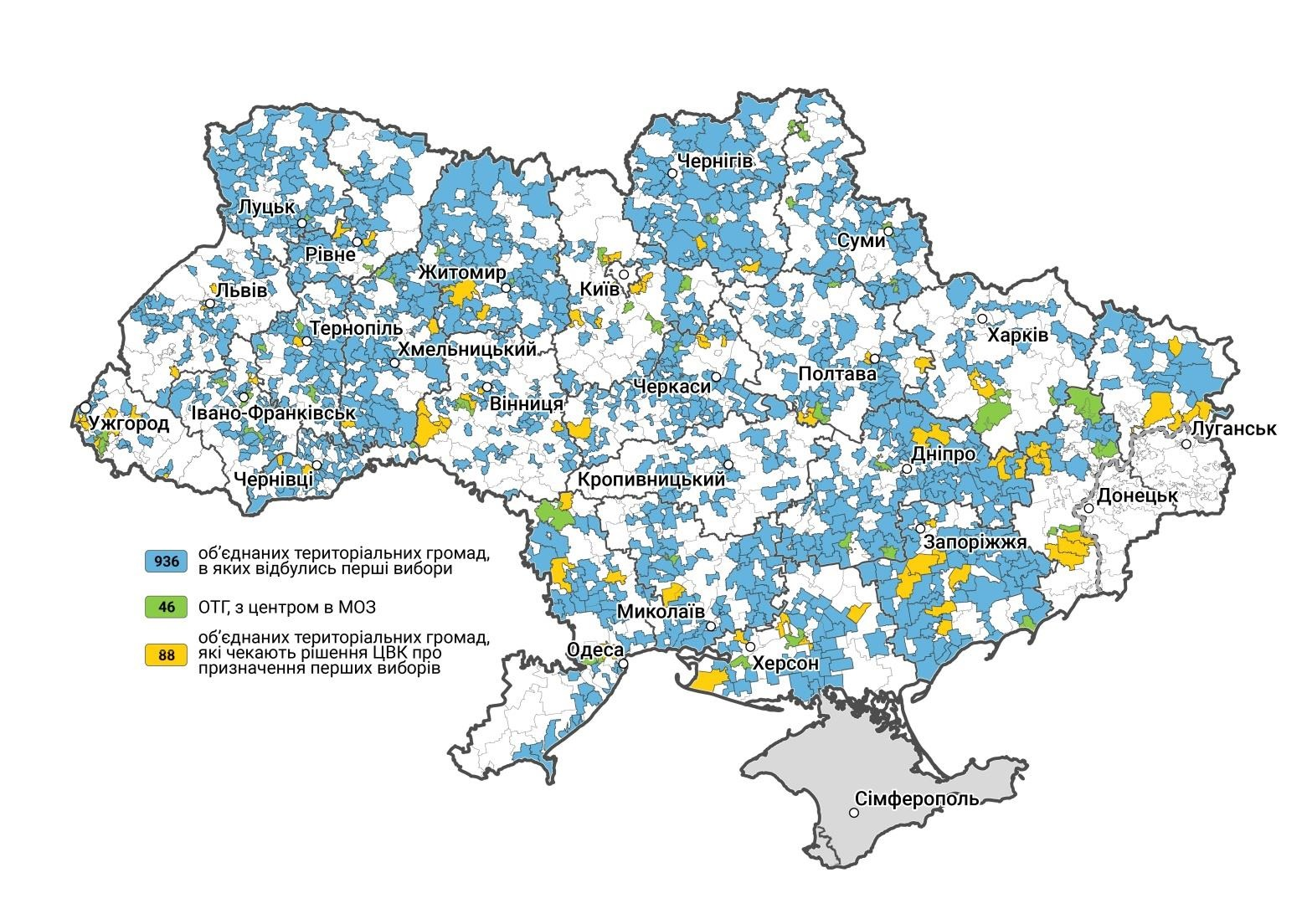
Карта об'єднаних територіальних громад станом на 10 червня 2020 року (згідно з моніторингом від Мінрегіону)

Об'єднані територіальні громади (ОТГ) ― це вид територіальних громад, які утворювалися в Україні під час реформи децентралізації у 2015—2020 роках шляхом добровільного об'єднання суміжних територіальних громад сіл, селищ, міст (відповідних сільських, селищних та міських рад).
Об'єднані територіальні громади утворювалися відповідно до закону «Про добровільне об'єднання територіальних громад» і урядової Методики формування спроможних територіальних громад за погодженням із обласними органами державної влади і самоврядування.[⇨]
У червні 2020 року на основі вже утворених ОТГ були сформовані нові територіальні громади, що вкрили собою усю територію України (окрім Чорнобильської зони відчуження та Криму).

## Термінологія
Із 2015 року термін «об'єднана територіальна громада» вживався лише для громад, що утворювалися добровільно відповідно до Закону України «Про добровільне об'єднання територіальних громад». Це було необхідно, щоб розрізняти об'єднані та не об'єднані територіальні громади, бо об'єднані громади отримували додаткові преференції та кошти від держави. Натомість на громади, утворені Кабінетом Міністрів у 2020 році, цей закон вже не поширювався, і усі громади отримували рівні розширені повноваження, тому слово «об'єднана» до них перестало застосовуватися.
Об'єднана територіальна громада, адміністративним центром якої було місто, називалася міською територіальною громадою, центром якої було селище, ― селищною, центром якої визначено село, ― сільською.

## Історія об'єднання громад

### Початок реформи децентралізації
1 квітня 2014 року Кабінет Міністрів України схвалив Концепцію реформування місцевого самоврядування та територіальної організації влади в Україні, основною ідеєю якої була децентралізація влади в Україні і суттєве розширення повноважень територіальних громад.
У Концепції було зазначено, що на той момент більшість територіальних громад були неспроможними виконувати усі повноваження органів місцевого самоврядування через їх надмірну подрібненість та надзвичайно слабку матеріально-фінансову базу. Тому ставилося завдання формування нової більш ефективної системи адміністративно-територіального устрою в Україні, у якому високоякісні і доступні публічні послуги могли б надаватися на рівні громад — адміністративно-територіальних одиниць базового рівня. Зокрема, було передбачено створення законодавчої основи для співробітництва і добровільного об'єднання територіальних громад із наступним наданням державної підтримки таким громадам на розвиток інфраструктури надання послуг їх жителям.
Згідно з експертними оцінками у новому адміністративно-територіальному устрої мало б залишитися близько 1500 укрупнених самодостатніх громад замість близько 11 500 громад, що існували на той час.

### Прийняття закону «Про добровільне об'єднання територіальних громад»
11 червня 2014 року Кабінет Міністрів України на своєму засіданні схвалив законопроєкт «Про добровільне об'єднання територіальних громад», метою якого було створення законодавчих передумов для формування на добровільних засадах спроможних, самодостатніх територіальних громад з наданням їм відповідних матеріальних, фінансових ресурсів. 13 червня законопроєкт було зареєстровано у Верховній Раді України під № 0915.
3 липня 2014 року проєкт було схвалено Верховною Радою у першому читанні, а 14 серпня його було відправлено на повторне друге читання.
Остаточно закон було прийнято 5 лютого 2015 року, і він набув чинності 5 березня 2015 року.
Закон описував процедуру добровільного об'єднання громад, проведення у них перших виборів, і правонаступництва органів самоврядування об'єднаної громади.
Попередні спроби
У 2010 році Міністерством регіонального розвитку та будівництва було підготовлено законопроєкт під назвою «Про стимулювання та державну підтримку об'єднання сільських територіальних громад», до якого Рада Європи підготувала юридичний висновок у 2011 році.
14 грудня 2011 року Кабінетом Міністрів було внесено до Верховної Ради проєкт закону «Про об'єднання територіальних громад», що повторював логіку попереднього законопроєкту, але був більш комплексним. 13 березня 2012 року законопроєкт також отримав висновок Ради Європи, але 17 травня він був відхилений парламентом.

### 2015 рік: перші 159 громад

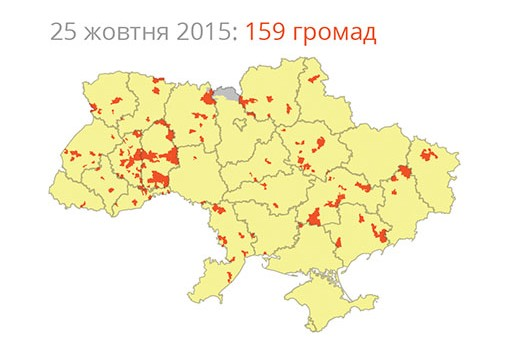
Перші 159 громад на карті України

Перші об'єднані територіальні громади почали утворюватися у липні 2015 року.
28 серпня 2015 року Центральна виборча комісія (ЦВК) призначила перші вибори до 74 новоутворених громад.
До ще 105 об'єднаних громад ЦВК не могла призначити виборів через відсутність рішень обласних рад про затвердження об'єднання. Тому 4 вересня Верховна Рада спростила процедуру об'єднання, прибравши необхідність затвердження обласною радою. Після цього ЦВК призначила вибори до ще 85 громад.
25 жовтня 2015 року, у день чергових місцевих виборів в Україні, пройшли перші вибори до 159 об'єднаних територіальних громад. Ці громади об'єднали 794 сільських/селищних/міських рад, до складу яких входили 2015 населених пунктів.
Також, 26 листопада Верховна Рада прибрала необхідність попередньої зміни меж районів у випадку, коли громади, що об'єднувались, розташовувались у суміжних районах.
Серед перших 159 ОТГ тільки 52 громади повністю відповідали перспективним планам областей. Тому, щоб усі новостворені громади отримали додаткові повноваження і ресурси, передбачені законом, обласні ради почали робити зміни до перспективних планів для відображення вже існуючих ОТГ, навіть якщо вони не повністю відповідали методиці і не були спроможними. Згодом для спрощення цього процесу було прийнято закон, що уповноважив Кабмін визнати усі ці 159 громад спроможними і внести відповідні зміни до перспективних планів.
Усі перші 159 ОТГ були внесені окремим рядком до закону про державний бюджет на 2016 рік, тож перейшли на прямі відносини з державним бюджетом.

### 2016 рік: +207 громад, перші вибори старост
На початку 2016 року в Україні уперше відбулися вибори старост до громад, утворених у 2015 році.
25 листопада 2016 року було утворено «Асоціацію об’єднаних територіальних громад» за ініціативи трьох об'єднаних територіальних громад: Новоукраїнської ОТГ на Кіровоградщині, Пирятинської ОТГ на Полтавщині та Новоборівської ОТГ на Житомирщині.
15 грудня 2016 року у Києві за ініціативи уряду пройшов Перший форум об'єднаних територіальних громад присвячений річниці діяльності перших 159 ОТГ, учасники якого зокрема наголосили на необхідності прийняття законів для подальшої децентралізації, таких як закон про спрощене приєднання громад до вже утворених ОТГ та закон про унормування питань пов'язаних із проведенням виборів у громадах, що об'єднувалися із різних районів.
Загалом у 2016 році перші вибори пройшли до 208 новоутворених ОТГ, причому утворена у 2015 році Куцурубська ОТГ пішла на «другі перші вибори», оскільки до неї захотіли приєднатися ще кілька сусідніх громад, а закон про спрощене приєднання на той час ще не було прийнято.
Отже, загалом у 2015—2016 роках почали функціонувати 366 ОТГ. Водночас на кінець 2016 року було сформовано ще 37 ОТГ, у яких перші вибори ще не були проведені.
20 грудня 2016 року парламент зробив зміни до бюджетного кодексу, якими уповноважив Кабмін визнати усі 208 ОТГ, утворених у 2016 році, спроможними і внести їх до перспективних планів областей. Уряд затвердив відповідний список 24 травня 2017 року.

### 2017 рік: спрощення об'єднання і приєднання громад

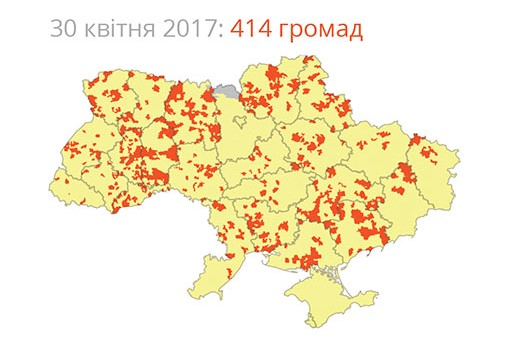
Карта об'єднаних громад станом на 30 квітня 2017

9 лютого 2017 року було прийнято закон, що спростив процедуру приєднання до вже утвореної ОТГ. У випадку, якщо таку ОТГ було визнано спроможною, сусідні громади могли приєднуватися до неї без необхідності проходження усієї процедури об'єднання наново. При цьому у випадку приєднання до сільської або селищної ОТГ проводилися додаткові вибори депутатів лише на приєднаній території, а у випадку приєднання до міської ОТГ вибори не проводилися взагалі.
Хоча Верховна Рада ще у 2015 році дозволила об'єднання громад із різних районів, перші вибори у таких громадах не проводилися більше року через позицію Центральної виборчої комісії, що не хотіла їх проводити, посилаючись на технічні прогалини у законодавстві. Тому 14 березня 2017 року парламент додатково унормував це питання і розблокував процес проведення виборів у таких громадах.
4 грудня 2017 року у Києві відбувся II всеукраїнський форум об'єднаних громад за участі голів вже створених 665 ОТГ, президента, прем'єр-міністра, голови Верховної Ради, інших представників центральної влади, а також експертів та міжнародних партнерів України. Зокрема, в рамках форуму було презентовано перший в Україні мобільний ЦНАП.
Загалом на кінець 2017 року в Україні було утворено вже 699 об'єднаних громад із загальним населенням 6,0 млн осіб. Із них 34 громади очікували на призначення перших виборів, а решта 665 громад перейшли на прямі міжбюджетні відносини із державним бюджетом у 2018 році.

### 2018 рік: приєднання до міст обласного значення, складні вибори

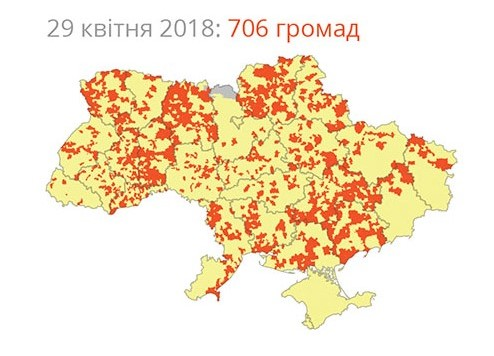
Карта об'єднаних громад станом на 29 квітня 2018

3 квітня 2018 року було прийнято закон, що спростив процедуру приєднання до міст обласного значення. Такі міста автоматично визнавалися спроможними громадами, і до них могли приєднуватися суміжні ради за спрощеною процедурою.
9 серпня 2018 року Центральна виборча комісія (ЦВК) ухвалила суперечливе рішення про неможливість проведення виборів до ОТГ у зв'язку із рішенням Конституційного Суду про скасування закону «Про всеукраїнський референдум». Після цього експерти, юристи, представники громадянського суспільства, профільні асоціації, міжнародна спільнота, урядовці і народні депутати почали звертатися до ЦВК із закликом розблокувати процес виборів, а президент Петро Порошенко закликав Верховну Раду обрати новий склад ЦВК.
20 вересня 2018 року Верховна Рада України затвердила новий склад ЦВК. Прем'єр-міністр, громадські організації та органи місцевого самоврядування продовжили звертатися до ЦВК, щоб вона не зволікала і встигла призначити вибори до новоутворених ОТГ на 2018 рік.
12 жовтня 2018 року ЦВК призначила перші вибори до 125 ОТГ на 23 грудня 2018 року.
2 листопада 2018 року народний депутат Артем Вітко подав позов до Окружного адміністративного суду міста Києва із вимогою скасувати призначені на 23 грудня перші вибори до 34 ОТГ, внаслідок чого суд у той же день прийняв ухвалу про зупинення дії відповідних місцевих рад про добровільне об'єднання. 8 листопада ЦВК взяла до відома цю ухвалу, але продовжила вже розпочатий виборчий процес у цих громадах.
25 листопада 2018 року відбувся інцидент у Керченській протоці, внаслідок якого було захоплено українських військових моряків. Після цього у 10 областях України було введено воєнний стан строком до 26 грудня 2018 року, і ЦВК видала постанови про неможливість проведення виборів на цих територіях. Зокрема, через це 23 грудня не було проведено 45 перших та 7 додаткових виборів до ОТГ.
5 грудня 2018 року у Києві пройшов III форум ОТГ, на якому урядом було представлено план проведення другого етапу децентралізації на 2019–2020 роки. Зокрема, було заплановано оновити засади адміністративно-територіального устрою в Україні і затвердити території спроможних громад, що б покривали усю територію України, а також затвердити нові райони, так щоб наступні чергові місцеві вибори 25 жовтня 2020 року вже відбувалися на новій територіальній основі.
Загалом на кінець 2018 року було утворено вже 876 об'єднаних громад із загальним населенням 9,0 млн осіб, із яких:
- до однієї громади було призначено повторні перші вибори;
- 69 громад очікували на призначення перших виборів (включаючи 45 ОТГ, у яких вибори не відбулися у зв'язку із введенням воєнного стану);
- 27 громад, що були утворені навколо міст обласного значення без проведення перших виборів.[49]

### 2019 рік: об'єднання за перспективними планами
28 травня 2019 року в Україні стартував проєкт «Поліцейський офіцер громади» ініційований у 2018 році, коли 34 поліцейських офіцерів громади розпочали службу в 22-х об'єднаних громадах Дніпропетровської області.
5 грудня 2019 року Верховна Рада визначила, що надалі об'єднання громад відбуватиметься суто за перспективними планами. Водночас із процедури створення перспективних планів прибиралася необхідність їх схвалення обласними радами.
Загалом на кінець 2019 року було утворено 1029 об'єднаних громад із загальним населенням 11,7 млн осіб, із яких:
- 49 громад очікували на призначення перших виборів;
- 44 громади були утворені навколо міст обласного значення.[49]

### 2020 рік: завершення етапу добровільного об'єднання, новий адміністративно-територіальний устрій
12 лютого 2020 року Центральна виборча комісія визначила, що у цьому році перші вибори до нових ОТГ мають проходити одночасно із черговими місцевими виборами 25 жовтня 2020 року.
27 травня 2020 року Кабінет Міністрів України завершив затвердження перспективних планів усіх 24 областей України. По кожній проєктній громаді за групою критеріїв проводилася оцінка її спроможності. Оскільки частина вже існуючих ОТГ не відповідали низці головних показників спроможності, то вони були або підсилені іншими громадами, або ж об’єднані (в перспективі) у нові спроможні громади.
Станом на 10 червня 2020 року в Україні вже було створено 1070 ОТГ із загальним населенням 12,1 млн осіб, проте у 88 із них перші вибори ще не були проведені.
12 червня Кабінет Міністрів України на позачерговому засіданні затвердив 24 розпорядження щодо визначення адміністративних центрів та затвердження територій територіальних громад по кожній області, таким чином завершивши реформу базового рівня адміністративно-територіального устрою в Україні (за винятком території тимчасово окупованого Криму).
17 липня Верховна Рада України прийняла Постанову «Про утворення та ліквідацію районів», якою затвердила нове районування усіх областей України на основі нових територіальних громад.
12 жовтня був опублікований атлас нового адміністративно-територіального устрою.
25 жовтня 2020 року в Україні пройшли місцеві вибори вже на новій територіальній основі, причому вибори до усіх громад сформованих 12 червня вважалися першими, а не черговими.

## Законодавче забезпечення
Основним законом, що регулював добровільне об'єднання громад був Закон України «Про добровільне об'єднання територіальних громад» ухвалений 5 лютого 2015 року.
Закон описував процедуру добровільного об'єднання громад, проведення у них перших виборів, і правонаступництва органів самоврядування об'єднаної громади.
Закон запровадив інститут старост, які представляють інтереси сільських мешканців в раді об'єднаної громади.
Також, закон передбачав, що Кабінет Міністрів України надавав додаткову фінансову підтримку об'єднаним громадам.
Спочатку планувалося, що громади будуть утворюватися і ставати спроможними шляхом об'єднання згідно перспективних планів, що мали розроблятися згідно методики формування спроможних громад. Проте фактично закон дозволяв громадам об'єднуватися незалежно від затверджених перспективних планів, і на практиці перспективні плани часто змінювалися постфактум, щоб відобразити вже де-факто об'єднані громади.
Згодом ті громади, що об'єднувалися згідно з перспективними планами отримували весь спектр повноважень і суттєві ресурси, що їх до цього мали лише міста обласного значення.[джерело?]

### Процедура об'єднання
Закон «Про добровільне об'єднання територіальних громад» описував процедуру об'єднання громад у такій послідовності:
1. Ініціювання об'єднання однією із громад і надсилання пропозиції суміжним громадам.
2. Надання суміжними громадами згоди на об'єднання.
3. Підготовка і схвалення спільного проєкту рішення про об'єднання усіма громадами.
4. Схвалення проєкту рішення обласною державною адміністрацією.
5. Ухвалення рішення про об'єднання усіма громадами.
6. Затвердження рішення обласною радою (виключено законом від 4 вересня 2015 року).
7. Зміна меж районів у випадку об'єднання громад із різних районів (виключено законами від 26 листопада 2015 року і 14 березня 2017 року).
8. Призначення перших виборів Центральною виборчою комісією і їх проведення.
9. Реорганізація органів самоврядування об'єднаної громади.

Ініціювати процес об'єднання (пункт 1) могли як безпосередньо самі громадяни, так і органи самоорганізації населення або голова чи депутати ради громади. Проте, у будь-якому випадку в усіх громадах мали відбутися громадські слухання, що погоджували ініціацію, а також схвалювали проєкт рішення про об'єднання (пункти 1-3). Остаточне ж рішення про об'єднання (пункт 5) могло ухвалюватися як відповідними радами громад, так і безпосередньо на місцевому референдумі. Після цього ОТГ вважалася офіційно утвореною, однак органи самоврядування громад, що об'єдналися, продовжували здійснювати свої повноваження до проведення перших виборів і набрання повноважень органами самоврядування новоутвореної ОТГ (пункти 8-9).
Схожим чином відбувалося і спрощене приєднання до спроможних ОТГ (після 9 лютого 2017 року):
1. Ініціювання приєднання суміжною громадою і надсилання пропозиції до спроможної ОТГ.
2. Надання згоди на добровільне приєднання спроможною ОТГ.
3. Підготовка і схвалення спільного проєкту рішення про приєднання обома громадами.
4. Схвалення проєкту рішення обласною державною адміністрацією.
5. Ухвалення рішення про приєднання обома громадами.
6. Призначення додаткових виборів Центральною виборчою комісією у суміжній громаді і їх проведення (не проводилися у випадку приєднання до ОТГ із центром у місті).
7. Реорганізація органів самоврядування приєднаної громади.[101][102][103]

### Фінансові ресурси
28 грудня 2014 року було внесено зміни до Бюджетного кодексу, згідно з якими об'єднані територіальні громади, утворені відповідно до перспективних планів, отримували б такі самі повноваження та фінансові ресурси, що і міста обласного значення. Зокрема, до місцевих бюджетів ОТГ зараховувалися такі надходження:
- 60 % податку на доходи фізичних осіб (що було основним джерелом надходжень),
- 100 % податку на майно,
- 100 % єдиного податку,
- 5 % акцизного податку з роздрібної торгівлі (тютюн, алкоголь, нафтопродукти),
- 100 % податку на прибуток установ комунальної власності ОТГ,
- 100 % платежів за надання адміністративних послуг,
- 25 % екологічного податку тощо.

Крім цього, ОТГ переходили на прямі міжбюджетні відносини з державним бюджетом (оминаючи рівень районів), зокрема напряму отримували гроші на освіту, медицину, спорт, культуру, соціальний захист.
7 грудня 2017 року до Бюджетного кодексу було внесено зміни, згідно з якими право на перехід на прямі відносини з державним бюджетом, крім визначених наразі міст обласного значення, районних бюджетів та бюджетів ОТГ, утворених відповідно до перспективних планів, отримували також ОТГ, визнані у встановленому Законом порядку спроможними.

### Спроможні громади і перспективні плани
8 квітня 2015 Кабінет Міністрів України затвердив Методику формування спроможних територіальних громад.
Методика визначала спроможну територіальну громаду, як такі громади, що в результаті добровільного об'єднання могли б забезпечувати належний рівень надання публічних послуг своїм жителям. Методика також описувала вимоги щодо розробки проєкту Перспективного плану формування територій громад кожної області, зокрема детально описувала як визначати адміністративні центри майбутніх громад та зони їх впливу.
Початкові редакції закону про добровільне об'єднання і методики передбачали, що перспективні плани мали розроблятися обласними державними адміністраціями, схвалюватися обласними радами і потім затверджуватися Кабінетом Міністрів.
Законом про спрощене приєднання від 9 лютого 2017 року було дозволено Кабінету Міністрів визнавати громаду спроможною, якщо вона була утворена навколо перспективного центру об'єднання (відповідно до перспективного плану), і якщо населення громад, що об'єднувалися, складало принаймні половину від населення перспективної громади. Це дозволило громадам об'єднуватися і отримувати статус спроможної ОТГ, навіть якщо це об’єднання не на 100% відповідало перспективному плану.
24 січня 2020 року Кабінет Міністрів змінив методику формування спроможних громад, встановивши чисельні критерії для оцінки рівня спроможності громади, і наказав облдержадміністраціям оновити перспективні плани з урахуванням рівнів спроможності громад.

### Староста
Для того, щоб інтереси жителів усіх сіл і селищ в об'єднаних територіальних громадах були належним чином представлені, законом «Про добровільне об'єднання територіальних громад» було запроваджено інститут старост, що мали обиратися жителями відповідних населених пунктів і представляти їх інтереси у виконавчих органах ради ОТГ.
Староста зокрема входив до виконавчого комітету ради ОТГ за посадою, мав допомагати жителям свого населеного пункту із підготовкою подачі документів до органів місцевого самоврядування, брати участь у підготовці бюджету ОТГ у частині, що стосується його населеного пункту, а також здійснювати інші обов'язки визначені у Положенні про старосту, що затверджувалося радою ОТГ. Зокрема рада ОТГ могла уповноважувати старосту або самостійно вчиняти нотаріальні дії, або передавати відповідні документи від мешканців до виконавчого органу ради і назад.
Питання виборів старост регулювалося Законом України «Про місцеві вибори» прийнятим 14 липня 2015 року. Перші вибори старост призначалися радою відповідної ОТГ, а до їх проведення обов'язки старости виконували голови тих громад, що об'єдналися.
Постановою Кабінету Міністрів від 22 липня 2016 року старосту віднесли до п'ятої категорії посад в органах місцевого самоврядування, а пізніше законом від 9 лютого 2017 року до шостої категорії. Це дозволило впорядкувати структуру та умови оплати праці новообраним старостам.
9 лютого 2017 року було прийнято закон, що чіткіше визначив статус і повноваження старости. Також цим законом було введено поняття «старостинського округу» ― території, на якій обирають старосту, і на яку поширюються його повноваження. Старостинські округи мали утворюватися радою ОТГ і могли складатися із декількох сіл і селищ окрім адміністративного центру ОТГ. Також було зафіксовано за старостами право на гарантований виступ у засіданнях ради ОТГ і її постійних комісій із питань, пов'язаних із його округом, а також додано контролюючі функції за використанням об'єктів комунальної власності і станом благоустрою у його окрузі.
Під час приєднання громад до ОТГ за спрощеною процедурою (із 19 березня 2017 року), приєднана громада ставала старостинським округом у новій громаді, а її голова автоматично ставав виконувачем обов'язків старости, зберігаючи за собою розмір та умови оплати праці, що він мав раніше.

## Вибори в об'єднаних і приєднаних громадах
У наступній таблиці зібрані дані про проведення перших виборів в об'єднаних територіальних громад і додаткових виборів у приєднаних громадах. Зокрема зазначено відповідні постанови Центральної виборчої комісії (ЦВК), якими призначалися такі вибори.
| Дата виборів    | Кількість ОТГ, у яких проводяться вибори | Кількість ОТГ, у яких проводяться вибори | Постанови ЦВК | Постанови ЦВК                                                          |
| Дата виборів    | Перші вибори (усього 941)                | Додаткові вибори (усього 91)             | Перші вибори | Додаткові вибори                                                       |
| --------------- | ---------------------------------------- | ---------------------------------------- | --- | ---------------------------------------------------------------------- |
| 25 жовтня 2015  | 74+85 = 159                              |                                          | від 28 серпня 2015 року № 193 від 7 вересня 2015 року № 232 |                                                                        |
| 27 березня 2016 | 10                                       |                                          | від 25 грудня 2015 року № 619 |                                                                        |
| 24 квітня 2016  | 3                                        |                                          | від 12 лютого 2016 року № 31 |                                                                        |
| 31 липня 2016   | 5                                        |                                          | від 20 травня 2016 року № 124 |                                                                        |
| 28 серпня 2016  | 7                                        |                                          | від 17 червня 2016 року № 217 |                                                                        |
| 11 грудня 2016  | 41                                       |                                          | від 23 вересня 2016 року № 396 |                                                                        |
| 18 грудня 2016  | 143-1 = 142                              |                                          | від 7 жовтня 2016 року № 437 |                                                                        |
| 30 квітня 2017  | 40+7 = 47                                |                                          | від 24 січня 2017 року № 6 від 14 лютого 2017 року № 18 |                                                                        |
| 29 жовтня 2017  | 202-1 = 201                              |                                          | від 18 серпня 2017 року № 164 (+зміни від 31 серпня 2017 року № 170) |                                                                        |
| 24 грудня 2017  | 49+2 = 51                                | 2+1 = 3                                  | від 12 жовтня 2017 року № 214 від 13 жовтня 2017 року № 222 | від 12 жовтня 2017 року № 215 від 13 жовтня 2017 року № 223            |
| 29 квітня 2018  | 40                                       | 5                                        | від 16 лютого 2018 року № 22 | від 16 лютого 2018 року № 24                                           |
| 23 грудня 2018  | 125-1-1-1-45 = 77                        | 26-1-1-7 = 17                            | від 12 жовтня 2018 року № 156 (+зміни від 1 листопада 2018 року № 188) | від 12 жовтня 2018 року № 157 (+зміни від 1 листопада 2018 року № 189) |
| 23 грудня 2018  | 125-1-1-1-45 = 77                        | 26-1-1-7 = 17                            | (+зміни від 1 листопада 2018 року № 187) |                                                                        |
| 23 грудня 2018  | 125-1-1-1-45 = 77                        | 26-1-1-7 = 17                            | щодо воєнного стану: - від 29 листопада 2018 року № 233 - від 30 листопада 2018 року № 236 щодо виборів до Черкаської ОТГ на Дніпропетровщині: - від 30 січня 2019 року № 161 |                                                                        |
| 30 червня 2019  | 66                                       | 30                                       | від 20 квітня 2019 року № 846 | від 20 квітня 2019 року № 847                                          |
| 22 грудня 2019  | 86                                       | 33                                       | від 11 жовтня 2019 року № 1920 | від 11 жовтня 2019 року № 1921                                         |
| 29 грудня 2019  | 6                                        | 3                                        | від 18 жовтня 2019 року № 1923 | від 18 жовтня 2019 року № 1924                                         |

### Законодавство
- Розпорядження Кабінету Міністрів України від 1 квітня 2014 року № 333-р «Про схвалення Концепції реформування місцевого самоврядування та територіальної організації влади в Україні».
- Закон України від 5 лютого 2015 року № 157-VIII «Про добровільне об'єднання територіальних громад»
- Постанова Кабінету Міністрів України від 8 квітня 2015 року № 214 «Про затвердження Методики формування спроможних територіальних громад»
- Закон України від 9 лютого 2017 року № 1851-VIII «Про внесення змін до деяких законів України щодо добровільного приєднання територіальних громад»
- Нормативно-правові акти з питань адміністративно-територіального устрою України на сайті Верховної Ради України

### Динаміка об'єднання
- Адміністративно-територіальний устрій України: динаміка змін : 2015-2020 ― інтерактивний картографічний застосунок, що показує динаміку об'єднання громад
- Моніторинг процесу децентралізації (із серпня 2017-го року) на порталі «Децентралізація»
- Моніторинг процесу децентралізації (2018-2019) на сайті Мінрегіону
- Моніторинг і презентації (до серпня 2018-го року) на сайті Мінрегіону
- Динаміка об’єднання територіальних громад України (2015-2018) на сайті Українського центру суспільних даних

### Роль Центральної виборчої комісії
- Тетяна Бевз (2019). Роль Центральної виборчої комісії у здійсненні реформи децентралізації в Україні (2015-2019 рр.) (PDF). Наукові записки Інституту політичних і етнонаціональних досліджень ім. І.Ф. Кураса НАН України. 1 (97): 47—68.
- В. Пальчук (2018). Розблокування процесу виборів у новостворених ОТГ: надія є (PDF). Україна: події, факти, коментарі. 17: 45—52.
- А. Ткачук (13 вересня 2018). Про проблему з торпедування децентралізаційної реформи. Інститут громадянського суспільства.

### Староста
- Становлення інституту старости: перші кроки (науково-практичний посібник) / кол. авт.: М.І. Баюк, М.І. Войт, Т.В. Гаман, О.Г. Гуменюк, І.Б. Ковтун, Р.Б. Примуш, І.В. Рижук, Л.П. Требик, С.В. Флентін. С.В.Циц ; за заг. ред. Баюка М.І. — Хмельницький : Хмельницький центр перепідготовки та підвищення кваліфікації працівників органів державної влади, органів місцевого самоврядування, державних підприємств, установ і організацій, 2017. — 225 с.
- Організація діяльності старости ОТГ: питання і відповіді: Практичний порадник. — Хмельницький : Хмельницький центр перепідготовки та підвищення кваліфікації працівників органів державної влади, органів місцевого самоврядування, державних підприємств, установ і організацій, 2019. — 56 с.
- Настільна книга старости об'єднаної територіальної громади. — Хмельницький : Хмельницький Центр розвитку місцевого самоврядування, 2018. — 234 с.
- План дій старости: 8 кроків успішного старту. — Дніпропетровський ВПУ «Центр розвитку місцевого самоврядування», 2017. — 81 с.